# New York Golden Gloves
O New York Golden Gloves (Luvas de Ouro de Nova York) é um torneio de boxe realizado na cidade da Nova York.
O New York Golden Gloves continuou por décadas sob o patrocínio do jornal New York Daily News. Originalmente, o torneio de boxe amador, era conhecido como "Torneio dos Campeões das Luvas de Ouro do New York Daily News Welfare Association" ou simplesmente "The New York". Surgiu na década de 1920, sendo um dos objetivos o de aumentar as vendas do jornal New York Daily News durante a temporada de inverno; período em que aconteciam poucos eventos esportivos; a idéia era a de dar aos redatores de esportes uma série de artigos sobre os quais descreviam as partidas e histórias sobre os candidatos.
O torneio teve inicio em 28 de março de 1927, passando a ser realizado no Madison Square Garden. Ocorrendo entre o período delimitado pelo final da temporada de futebol americano até o início do treinamento de primavera do beisebol. Com o passar dos anos, o torneio de Nova York, foi aberto para pugilistas que moravam fora da cidade. Em 1964, o New York Daily News perdeu seu patrocínio e os torneios Golden Gloves foram assumidos pela Golden Gloves of America, Inc. Nova York tornou-se uma das cerca de trinta franquias existentes atualmente.
Inúmeros pugilistas de Nova York usaram o torneio Golden Gloves(Luvas de Ouro) como aparelhamento para as carreiras olímpicas e profissionais, incluindo Floyd Patterson, "Sugar" Ray Robinson, Gerry Cooney, Hector Camacho "Macho" e Carl Camacho "The Truth".